# Osella FA1L
La Osella FA1L è una vettura di Formula 1 realizzata della Osella Corse per la stagione 1988.

## Tecnica
La vettura venne sviluppata da Antonio Tomaini, sul progetto di Ignazio Lunetta. Come propulsore la FA1L impiegava un Osella 890T 1.5 V8 derivato dall'Alfa Romeo 890T che erogava la potenza di 700 cv ed era gestito da un cambio manuale Hewland/Osella a sei rapporti. Il telaio era monoscocca in fibra di carbonio. Le sospensioni erano a doppi quadrilateri in configurazione pull rod.
Veniva mantenuta la derivazione telaistica dall'Alfa Romeo 182 già in essere per tutte le vetture del team dal 1984 al 1987. Tra l'altro questo permetteva di mantenere in deroga, la posizione della pedaliera davanti all'asse anteriore, deroga concessa per il solo 1988 alle vetture a motore turbo, purché mantenessero il telaio dell'anno precedente.

## Carriera agonistica
Il pilota ingaggiato dal team italiano era Nicola Larini, che come miglior risultato in tutta la stagione riuscì a conseguire un nono posto a Monaco. Il campionato fu costellato di numerosi ritiri e la prestazione generale del mezzo non fu eccelsa a causa del peso eccessivo, della mancanza di carico aerodinamico, dell'eccessivo consumo di carburante e del turbo lag..

## Risultati sportivi
| Anno | Team                 | Motore      | Gomme | Piloti        |  |    |   |    |    |     |     |    |     |     |     |     |    |     |     |    | Punti | Pos. |
| ---- | -------------------- | ----------- | ----- | ------------- |  | -- | - | -- | -- | --- | --- | -- | --- | --- | --- | --- | -- | --- | --- | -- | ----- | ---- |
| 1988 | Osella Squadra Corse | Osella 890T | G     | Nicola Larini |  | ES | 9 | NQ | NQ | Rit | Rit | 19 | Rit | NPQ | Rit | Rit | 12 | Rit | Rit | NQ | 0     | 16°  |